# Soudat
Soudat är en kommun i departementet Dordogne i regionen Nouvelle-Aquitaine i sydvästra Frankrike. Kommunen ligger i kantonen Bussière-Badil som tillhör arrondissementet Nontron. År 2022 hade Soudat 102 invånare.

## Befolkningsutveckling
Antalet invånare i kommunen Soudat
Referens:INSEE